# Ciné Duchère
« Église Notre-Dame-de-Balmont de La Duchère » redirige ici. Pour les autres significations, voir Église Notre-Dame.
Pour les articles homonymes, voir La Duchère.
Le Ciné Duchère est un cinéma du 9e arrondissement de la ville de Lyon, en France. L'édifice a d'abord été l'église Notre-Dame-de-Balmont du sous-quartier de Balmont du quartier de la Duchère à Lyon et a été conçu dans les années 1960 par l'architecte Pierre Genton. Depuis 1994-1995, l'église est désaffectée et accueille un cinéma.
Depuis 2003, l'édifice est labellisé « Patrimoine du XXe siècle » parmi un ensemble d'édifices de la Duchère, dont la Tour panoramique. 

## Description
La structure de l'édifice est partiellement enterrée et est munie d'une flèche en béton, inclinée à 45 degrés. Des « tuyaux d'orgue » en bois sont posés sur le clocher, œuvre du sculpteur Étienne Martin.

## Historique du cinéma
Ciné Duchère a connu sa première projection le 8 mai 1996. Il s'agissait de proposer des films de cinéma, le soir dans un premier temps puis en journée. Dès son ouverture, un travail auprès du public scolaire est proposé, malgré l’exiguïté des plages horaires. 

### Fréquentations
Ciné Duchère a accueilli 3 567 spectateurs en 1996 ; 15 872 en 2009 ; 23 681 en 2019.